# Oisy-le-Verger
Oisy-le-Verger és un municipi francès situat al departament del Pas de Calais i a la regió dels Alts de França. L'any 2007 tenia 1.285 habitants.

## Demografia

### Població
El 2007 la població de fet d'Oisy-le-Verger era de 1.285 persones. Hi havia 480 famílies de les quals 108 eren unipersonals (48 homes vivint sols i 60 dones vivint soles), 136 parelles sense fills, 184 parelles amb fills i 52 famílies monoparentals amb fills.
La població ha evolucionat segons el següent gràfic:
Habitants censats

### Habitatges
El 2007 hi havia 518 habitatges, 483 eren l'habitatge principal de la família, 6 eren segones residències i 29 estaven desocupats. 502 eren cases i 14 eren apartaments. Dels 483 habitatges principals, 364 estaven ocupats pels seus propietaris, 112 estaven llogats i ocupats pels llogaters i 7 estaven cedits a títol gratuït; 1 tenia una cambra, 20 en tenien dues, 56 en tenien tres, 120 en tenien quatre i 286 en tenien cinc o més. 348 habitatges disposaven pel capbaix d'una plaça de pàrquing. A 206 habitatges hi havia un automòbil i a 198 n'hi havia dos o més.

### Piràmide de població
La piràmide de població per edats i sexe el 2009 era:
| Homes | Edats   | Dones |
| ----- | ------- | ----- |
| 0     | 95 o +  | 4     |
| 0     | 90 a 94 | 0     |
| 0     | 85 a 89 | 4     |
| 8     | 80 a 84 | 20    |
| 8     | 75 a 79 | 24    |
| 12    | 70 a 74 | 28    |
| 36    | 65 a 69 | 44    |
| 44    | 60 a 64 | 44    |
| 16    | 55 a 59 | 24    |
| 48    | 50 a 54 | 52    |
| 48    | 45 a 49 | 64    |
| 52    | 40 a 44 | 24    |
| 60    | 35 a 39 | 76    |
| 32    | 30 a 34 | 44    |
| 44    | 25 a 29 | 44    |
| 20    | 20 a 24 | 16    |
| 52    | 15 a 19 | 44    |
| 28    | 10 a 14 | 52    |
| 44    | 5 a 9   | 44    |
| 36    | 0 a 4   | 28    |

## Economia
El 2007 la població en edat de treballar era de 824 persones, 571 eren actives i 253 eren inactives. De les 571 persones actives 511 estaven ocupades (290 homes i 221 dones) i 60 estaven aturades (26 homes i 34 dones). De les 253 persones inactives 79 estaven jubilades, 82 estaven estudiant i 92 estaven classificades com a «altres inactius».

### Ingressos
El 2009 a Oisy-le-Verger hi havia 490 unitats fiscals que integraven 1.256,5 persones, la mediana anual d'ingressos fiscals per persona era de 16.074 €.

### Activitats econòmiques
Dels 28 establiments que hi havia el 2007, 1 era d'una empresa extractiva, 1 d'una empresa alimentària, 4 d'empreses de construcció, 3 d'empreses de comerç i reparació d'automòbils, 1 d'una empresa de transport, 4 d'empreses d'hostatgeria i restauració, 1 d'una empresa d'informació i comunicació, 1 d'una empresa immobiliària, 10 d'entitats de l'administració pública i 2 d'empreses classificades com a «altres activitats de serveis».
Dels 10 establiments de servei als particulars que hi havia el 2009, 1 era una oficina de correu, 1 autoescola, 2 guixaires pintors, 1 fusteria, 1 lampisteria, 1 perruqueria, 2 restaurants i 1 saló de bellesa.
Dels 2 establiments comercials que hi havia el 2009, 1 era una botiga de més de 120 m² i 1 una botiga de menys de 120 m².
L'any 2000 a Oisy-le-Verger hi havia 12 explotacions agrícoles que ocupaven un total de 810 hectàrees.

## Equipaments sanitaris i escolars
L'únic equipament sanitari que hi havia el 2009 era una farmàcia.
El 2009 hi havia una escola elemental.

## Poblacions més properes
El següent diagrama mostra les poblacions més properes.